# Ukok-fennsík
Az Ukok-fennsík (oroszul Плоскогорье Укок [Plaszkagorje Ukók]) Nyugat-Szibéria és Belső-Ázsia érintkezési pontján, Oroszország Altaj köztársaságának legdélibb pontján terül el. Az Altaj-hegység része, közigazgatásilag a Kos-agacsi járáshoz tartozik. Határai egybeesnek keleten a mongol, délen a kínai, délnyugaton a kazah államhatárral. Különleges természeti és kultúrtörténeti értékekkel rendelkezik, emellett geopolitikai szempontból is jelentős térség.

## Fekvése, domborzata
A fennsík az Ak-Alaha és a Dzsazator (az Argut mellékfolyói) vízgyűjtőjén fekszik 2200 m feletti, a hegyek felé hirtelen emelkedő peremein 2750–3000 m tengerszint feletti magasságban. Északon a Dél-csujai-hegység, keleten és délen a Tabin-Bogdo-Ula (vagy Tavan-Bogd-Ula, jelentése: „Öt Felséges Hegy”) magasra nyúló hegygerincei határolják. A terület nagy része tundrasztyepp, ahol 250–300 m magasan kiemelkedő hátságok és gleccserekvájta teknő alakú völgyek váltakoznak. A fennsík közepét a Berteki-medence lapos mélyedése foglalja el, melyhez délkeleten a Szajljugem-hegység 3000 m-nél magasabbra nyúló meredek hegyoldalai kapcsolódnak. A legmagasabban fekvő térszíneket örökhó és jég fedi.
A domborzati viszonyok miatt nehezen megközelíthető, lakott területektől távol eső vidékre Kos-Agacs járási központ felől, a 2900 m magasan lévő Tyoplij kljucs- („Meleg forrás”)-hágón keresztül lehet eljutni. A fennsíkhoz legközelebb eső állandó település a zömmel kazahok lakta Dzsazator falu. Főbb hegyi átjárók a szomszédos országok felé:
- Ukok-hágó (Kazahsztán)
- Ulan-Dabo-hágó (Mongólia)
- Kanasz-hágó (Kína)

## A Világörökség része: Ukok Nyugalmi Övezet
1993-ban egy különleges régészeti lelet ráirányította a figyelmet a területre. A következő évben az Altaj Köztársaság kormánya a fennsík déli felét tájvédelmi jellegű körzetté, ún. nyugalmi övezetté (zona pokoja) nyilvánította. A 254 904 hektáros övezet az államhatárokkal érintkező részt foglalja magában, északi határát a fennsík álló- és folyóvizei mentén jelölték ki. Az Ukok nyugalmi övezetet 1998-ban Az Altaj Arany-hegyei részeként – más objektumokkal együtt – felvették az UNESCO Világörökség listájára.

### Lehetséges veszélyek

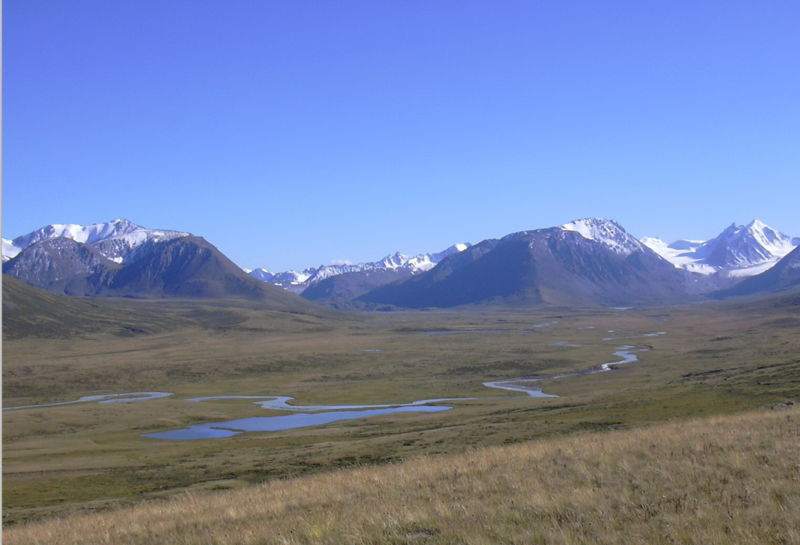
Az Ak-Alaha-folyó völgye, háttérben a Kanasz-hágó

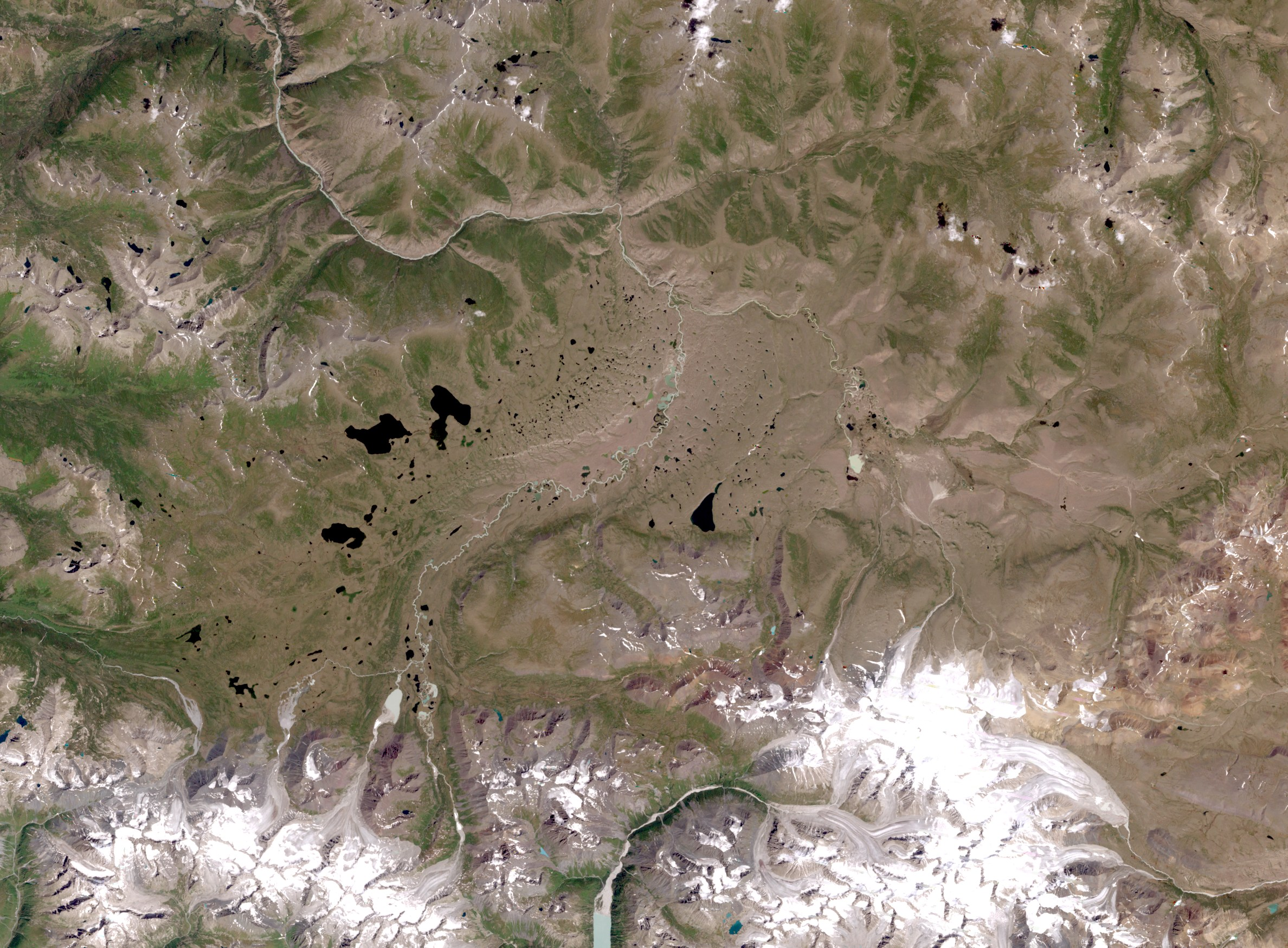
Műholdkép

Egy elképzelés szerint gázvezetéket (esetleg országutat is) építenének Nyugat-Szibériából Kínába, mely többek között a világörökségi részen vezetne keresztül. A terv megvalósítása komoly veszélyt jelenthet az itteni élővilágra, megváltoztatná a fennsík évezredek alatt kialakult, jelenleg is háborítatlan természeti rendszerét.

### Vízrajz
A fennsíkot övező hegységek lejtőin összesen 254 gleccsert tartanak nyilván. A Tabin-Bogdo-Ulán találhatók a jelenkori eljegesedés legnagyobb, a Beluháét is meghaladó altaji centrumai. Gleccsereinek zöme a mongóliai folyók vizét éltetik, de északi lejtőinek jégáraiból erednek az Ukok nem túl bővizű folyói is. A fennsík vízfolyásai a Katuny mellékfolyója, az Argut vízrendszeréhez tartoznak, jelentősebb folyók: az Ak-Alaha, a Kara-Alaha, a Kalguti, az Ak-Kol. Számos kisebb-nagyobb tava közül megemlíthetők a Muzdi-Bulak, a Koldzsin-Kol és az Ukok-tó.

### Éghajlat
Éghajlata szélsőségesen kontinentális, melynek jellemzője a nagy évi hőmérséklet-ingadozás, a kevés csapadék és a rövid vegetációs időszak. A 8-9 hónapig tartó tél igen száraz és hideg, –58 °C-ig süllyedő hőmérséklettel. A júliusi legmagasabb hőmérséklet évi átlagban 16-18 °C. A magasabb hegyoldalakon a csapadék évi átlaga 600 mm, a zárt medencékben azonban csak 200 mm. Az évi csapadékmennyiség 90%-a a melegebb, vegetációs időszakban érkezik.

### Élővilág
A fennsík természetes növénytakaróját alapvetően meghatározó társulások a hegyi sztyepp, illetve a tundrasztyepp. A tengerszint feletti nagy magasság és a zord éghajlat együttes következménye, hogy a félsivatagot és száraz sztyeppet a magasabb térszíneken minden átmenet nélkül váltja fel a tundra, vagyis a természeti övek közül „hiányzik” az erdőöv.
Az élővilág felmérése és tudományos feldolgozása csak részben történt meg. Az övezetben eddig 16 növény- és kb. 30 állatfajt találtak, melyek az Altaj Köztársaság Vörös Könyvében is szerepelnek, közülük 6 kipusztulóban lévő faj. Az Altaj Arany-hegyei sztyeppe- és tundranövényzetére, állatvilágára jellemző fajok többsége itt is előfordul, de hiányoznak például a tajgában élő egyes fajok. Hüllőket, kétéltűeket a fennsíkon egyáltalán nem találtak.

## Régészeti leletek

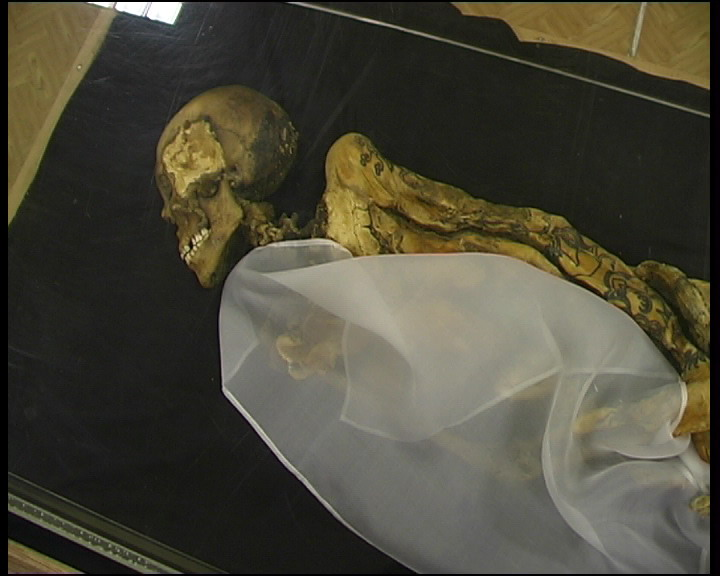
Az „Ukoki hercegnő”

Régi időkben a térség a mainál népesebb hely lehetett, legalábbis erre utal a fennsíkon feltárt több száz régészeti lelet, kőoszlop, sír, sziklarajz. 1993-ban novoszibirszki régészek az Ak-Alaha folyó völgyében egy kurgán átvizsgálásakor gondosan kiépített sírban fekvő női múmiát találtak, melyet „Ukoki hercegnőnek” (más leírások „Altaji”- vagy „Szkíta hercegnőnek”) neveznek. Két évvel később a térségben újabb múmiát ástak ki.
Novoszibirszki tudósok szerint a múmiák a Kr. e. 5-2. századi, ún. paziriki időszakban élt törzsek képviselői, akik „a szölkupokkal rokon” emberek lehettek és genetikailag a kazahokkal, ujgurokkal is hasonlóságot mutatnak. Más szakmai körök ezt a megállapítást vitatják, szerintük a tetemek csakis szkíta eredetűek lehetnek. (A paziriki kurgánok néven régóta ismert régészeti lelőhely nem az Ukok-fennsíkon, hanem jóval északabbra, az Ulagan-fennsíkon, a Baskausz-folyó völgyében található.)
Helyi értelmiségi körök is tiltakoztak, ők a „hercegnőt” az altajiak szentjének tartják, ezért a novoszibirszki múzeumban elhelyezett múmia kiadását és a további ásatások megtiltását követelték. Az Altaj Köztársaság kormánya 1996-ban elrendelte az ásatások ideiglenes leállítását az Ukok-fennsíkon. A tiltás érvénye 2006-ban lejárt.